# 全米バスケットボールコーチ協会
全米バスケットボールコーチ協会 (英語: National Association of Basketball Coaches, 略称:NABC)は、ミズーリ州カンザスシティに本部を置く、アメリカ合衆国の男子カレッジバスケットボールコーチの組織である。1927年にカンザス大学の男子バスケットボールのヘッドコーチであったフォグ・アレンによって設立された。
NABC設立のきっかけは、当時競技の中央管理団体であったバスケットボール競技規則委員会が、ドリブルを事実上排除するルール変更を予告なく発表したことだった。バスケットボール創始者のジェームズ・ネイスミスの教え子であるアレンは、全米で抗議を行い、最終的にドリブルをゲームの一部として残すことに成功した。
NABCの主な取り組みは、現在のNCAAバスケットボールトーナメントの形式、マサチューセッツ州スプリングフィールドでの初代バスケットボール殿堂の設立、ミズーリ州カンザスシティのダウンタウンにあるスプリントセンター・アリーナでのカレッジバスケットボール・エクスペリエンスと全米カレッジバスケットボール殿堂の設立などがある。この施設は、2007年10月10日に完成した。

## アワード
- NABC年間最優秀選手賞
- NABC年間最優秀守備選手賞
- NABCフレッシュマン・オブ・ザ・イヤー
- ピート・ニューエル・ビッグマン・アワード
- NABC年間最優秀コーチ賞